# هفت شهیدان
| هفت شهیدان          | هفت شهیدان |
| ------------------- | ---------- |
| هفت شهیدان          |            |
| اطلاعات             |            |
| کشور:               | ایران      |
| استان:              | خوزستان    |
| شهرستان:            | مسجدسلیمان |
| بخش:                | مرکزی      |
| جمعیت:              |            |
| ارتفاع از سطح دریا: | ۹۲ متر     |
| پیش‌شماره تلفنی:     |            |
| وب‌گاه:              |            |

روستای هفت شهیدان با مساحت حدود ۹۴۰۲ هکتار، در بخش مرکزی شهرستان مسجدسلیمان، دهستان جهانگیری دارای جمعیت ۳۹۵ نفر و ۶۹ خانوار می‌باشد.
این روستا در نزدیکی شهرستان مسجد سلیمان و همچنین شهرستان لالی در استان خوزستان، واقع شده‌است. مردم این منطقه از ایل بختیاری می‌باشند.
جاده‌های دسترسی به منطقه هفت شهیدان، شامل: جاده آسفالته مسجدسلیمان-اهواز، جاده آسفالته مسجدسلیمان-لالی، جاده شنی، روستایی سلطان آباد، جاده شنی قبله‌ای، جاده شنی شاهزاده عبدالله و شمس‌آباد می‌شود.

## حدود روستای هفت شهیدان
این روستا،
ز شمال: (کوه الله اکبر – کوه گچ)
از شرق: (کوه ترگس – کوه کره کنار – دره گور و تنگ مو– لادرازان – کوشکک)
از جنوب: (دو دره – جاده آسفالته مسجدسلیمان)
از مغرب: (گاوداران بالا)

## پوشش گیاهی
پوشش طبیعی این منطقه، از درختان: کنار، رملیک، انجیر و کلخنگ تشکیل می‌شود. در این منطقه، گیاهان مرتعی نیز یافت می‌گردد.

## جانوران
در این روستا، حیواناتی نظیر: گرگ، کفتار، روباه، شغال و گربه وحشی یافت می‌شود.
همچنین پرندگانی مانند: کبک، تیهو و چندین نمونه دیگر از پرندگان وجود دارد.

## امامزاده هفت شهیدان
در زمان صفویه مخصوصاً دوره شاه تهماسب اول، بقعه هفت شهیدان که از فرزندان موسی کاظم می‌باشند، ساخته شد و تولیت این بقعه و مالکیت زمینهای مسجدسلیمان امروزی که اراضی قیلارستان (یا قیرلارستان) نامیده می‌شد در اختیار خاندان سادات قیری که از مبلغان مذهبی شهر شوشتر بودند قرار گرفت.
امامزاده‌ای که در روستای هفت شهیدان قرار دارد، مربوط به؛ سادات تلغر می‌باشد، که هفت نفر بودند و نسبت خود را به سید عبدالله بن موسی کاظم می‌رساندند. این ۷ تن، شامل پنج مرد و دو زن بودند.
محل این امامزاده، در میان گورستان روستای هفت شهیدان، واقع شده‌است. گنبد شلجمی کاشی کاری شده آن، بر گرداگرد گلویی گنبد، اجرا شده‌اند.
نقوش کاشیکاری و لعاب کاری آن، از آثار دوران قاجاری می‌باشد. این بقعه، یک حیاط چهار گوش و ایوان‌ها و اتاق‌هایی در اطراف دارد.
... بر سردر این بنا، کتیبه‌ای با کاشی‌های سفید و سیاه، نقش بسته‌است.